# Astrotoma deficiens
Astrotoma deficiens är en ormstjärneart som först beskrevs av Jean Baptiste François René Koehler 1922.  Astrotoma deficiens ingår i släktet Astrotoma och familjen medusahuvuden. Inga underarter finns listade i Catalogue of Life.